# Nintendo Mini Classics
Ne doit pas être confondu avec Nintendo Classic Mini.

Les Nintendo Mini Classics sont des consoles de jeux portables de troisième génération à cristaux liquides créées en 1998 sous licence Nintendo. Ils sont affiliés à une série à part entière de Game and Watch, 12 ans après la création des Crystal Screen. Pour la plupart, les Mini Classics ne sont que des reproductions d'anciens jeux Game & Watch, mais de nouveaux titres ont fait leur apparition comme Spiderman et Carerra. Leur intérêt est limité puisqu'ils sont en monochrome, et n'ont qu'un seul jeu en mémoire,,,,.

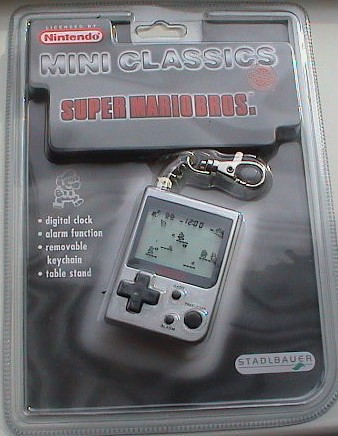
L’emballage de la Nintendo Mini Classics.

## Liste des Nintendo Mini Classics
| Premières Sorties                                                                                          | Premières Sorties                                                  | Nouvelle série |
| Écran unique                                                                                               | Multi Screen                                                       | Nouvelle série |
| --- | ------------------------------------------------------------------ | --- |
| - Parachute - Octopus - Fire - Snoopy Tennis - Donkey Kong Jr. - Mario's Cement Factory - Super Mario Bros | - Oil Panic - Donkey Kong - Zelda - Star Trek: The Next Generation | - Carrera - Harry Potter et la coupe de feu - Les Schtroumpfs - Soccer - Spider-Man - Star Trek - Star Trek: The Next Generation (multi-Screen) - Sudoku - Tetris - UEFA Euro 2008 - Yu-Gi-Oh! |

## Design
Chaque unité Mini Classics est conçue pour ressembler à une petite Game Boy. Les unités ont généralement un D-pad et trois boutons. Un grand bouton d'action est également utilisé pour régler l'alarme, et deux boutons plus petits généralement marqués "Game A" et "Game B", mais peuvent également remplir différentes fonctions selon le jeu. Un porte-clés est attaché au coin supérieur gauche mais peut être retiré. La plupart des unités avaient également un stand à l'arrière. Certains jeux, cependant, n'ont pas de support, en particulier les Mini Classics à double écran. Semblables au Game and Watch, les unités Mini Classics ont des fonctions de réveil. Chaque unité est alimentée par deux piles 11,6x4,2 mm (AG12/Button Cell/LR43/LR1142/386/301/186), qui sont fournies avec la Nintendo Mini Classic.

## Distribution
- Zappies Ltd: Distributeur exclusif des Mini Classics au Royaume-Uni.
- Stadlbauer: Fabricant des Nintendo Mini Classics et principal distributeur des titres en Europe.
- Take-Two Interactive: Distributeur des Mini Classics dans certaines parties de l'Europe. Le seul distributeur connu d'Oil Panic et des jeux basés sur Star Trek: The Next Generation.
- Toymax: Premier distributeur américain des Mini Classics. La première vague sortie en 1998 était composée de Super Mario Bros., Donkey Kong Jr., Fire et Parachute. Octopus et Mario's Cement Factory ont été édités peu de temps après en 1999. L'emballage et un encart inclus pour les deux derniers jeux indiquent que Snoopy Tennis est apparemment également sorti à cette époque, mais une version du jeu de marque Toymax n'a pas encore été découverte.
- MGA Entertainment: Après les sorties de Toymax, MGA a réédité Super Mario Bros., Donkey Kong Jr. et Mario's Cement Factory aux États-Unis à partir de 2000.
- It's Outrageous: Distributeur actuel des Mini Classics aux États-Unis. La société a réédité Super Mario Bros., Donkey Kong Jr. et Mario's Cement Factory, et a introduit plusieurs des nouveaux Mini Classics en Amérique, notamment Donkey Kong, Zelda, Soccer, Spiderman et Carrea.
- Playtronic: Ancien distributeur de Mini Classics au Brésil.
- Candide: Distributeur actuel des Mini Classics au Brésil. 5 titres sont sortis, tous sont des versions It's Outrageous. Les jeux sont Super Mario Bros, Donkey Kong Jr., Soccer, Mario's Cement Factory et Carrera.